# Responsabilità civile autoveicoli
La responsabilità civile autoveicoli (RCA o RC Auto) nell'ordinamento giuridico italiano si riferisce alla responsabilità giuridica per i rischi, avverso il quale è obbligatorio garantirsi presso una compagnia di assicurazioni autorizzata, derivanti dagli eventuali danni cagionati a persone o cose, a causa della circolazione di autoveicoli su strada.
La compagnia assicuratrice ha, a sua volta, obbligo a contrarre un pagamento con tutti i possessori di veicoli a motore in circolazione nel territorio italiano, al fine di risarcire eventuali danni cagionati a terzi. La durata contrattuale è annuale o, su richiesta dell'assicurato, di anno più frazione.

## Funzionamento
Le polizze RC auto in Europa sono spesso associate al meccanismo del bonus-malus. In alternativa esistono le assicurazioni RC auto con franchigia, si tratta di contratti indipendenti dalla classe di merito che prevedono una franchigia di compartecipazione dell'assicurato al risarcimento del danno.
Il mercato viene segmentato per area geografica, età, anni di conseguimento della patente, tipo di veicolo assicurato, in base all'entità e frequenza degli incidenti. In particolare quest'ultimo parametro, che è solo uno degli indicatori che portano alla determinazione del premio, viene espresso secondo una scala costituita da varie posizioni, che possono essere perse o guadagnate dall'assicurato in base al numero dei sinistri. Tale posizione viene detta "classe di merito" ed evolve, in meglio o in peggio, ad ogni scadenza annuale. Il documento che certifica la classe di merito è detto attestato di rischio.
Oggi è possibile confrontare direttamente online importi e garanzie delle singole compagnie, in particolare l'importantissima rinuncia alla rivalsa, con i Comparatori di assicurazioni. La rivalsa può essere esercitata ad esempio nei seguenti casi:
- Guida in stato di ebbrezza o sotto l'effetto di stupefacenti.
- Trasporto non conforme al codice della strada e alle indicazioni di utilizzo dell'automezzo; i casi più comuni sono: il mancato allacciamento delle cinture di sicurezza (anteriori e posteriori), la mancata o errata ritenuta dei bambini sotto i 12 anni nei seggiolini previsti e omologati, il trasporto di un numero maggiore di persone rispetto al massimo previsto dal veicolo.
- Modifiche a parti omologate del veicolo e revisione del veicolo scaduta.
- Patente del conducente inidonea al veicolo (per esempio guidare un'automobile con la patente A) o non valida.
- Quando vi sono vincoli sull'età del guidatore: conducente di età inferiore a quella prevista (guida esperta) o conducente diverso da quello previsto a contratto (guida esclusiva).

## Disciplina normativa
L'obbligo dell'assicurazione per la responsabilità civile degli autoveicoli venne istituito in Italia con la Legge 24 dicembre 1969 n.990 (entrata in vigore il 12 giugno 1971), il cui articolo 1 recita:
I veicoli a motore senza guida di rotaie, compresi i filoveicoli e i rimorchi non possono essere posti in circolazione su strade di uso pubblico o su aree a queste equiparate se non siano coperti secondo le disposizioni della presente legge, dall'assicurazione per la responsabilità civile verso terzi prevista dell'art. 2054 del C.C.
L'obbligatorietà della stipulazione decade quando il veicolo è stato sottoposto a demolizione o radiazione dal Pubblico registro automobilistico.
A decorrere dal 18 ottobre 2015 cessa l'obbligo di esporre sul veicolo il contrassegno (cosiddetto "tagliando") rilasciato dalla compagnia assicuratrice assieme al certificato di assicurazione; per quest'ultimo invece, vige ancora l'obbligo di portarlo al seguito per poter essere esibito in fase di controllo. Il certificato di assicurazione è la quietanza di sottoscrizione della polizza, in pratica la prova documentata del contratto stipulato.
Riguardo alla tassa automobilistica, si ricorda che a decorrere dal 1º gennaio 1998 l'esposizione e il portare il contrassegno con sé non è più obbligatorio, come stabilito dalla legge 449/1997.

### La legge n. 248/2006
In base alle modifiche introdotte dal cosiddetto decreto Bersani-Visco (decreto legge 4 luglio 2006, n. 223, convertito poi dalla legge 4 agosto 2006, n. 248) i sinistri sono rilevanti ai fini della penalizzazione solo quando all'assicurato viene attribuita una responsabilità superiore al 50 per cento, sussistendo tuttavia il cumulo qualora nella stessa annualità assicurativa l'assicurato ne cagioni più di uno. L'attribuzione delle penalizzazioni o dei vantaggi ogni posizione evolve, in meglio o in peggio, ad ogni scadenza annuale.
Non è più possibile delineare un meccanismo comune per l'evoluzione ed il numero delle classi, perché ogni compagnia utilizza una propria scala interna con un numero variabile di posizioni nonché regole proprie per la perdita o il guadagno delle stesse. Per rendere confrontabili queste scale e consentire il passaggio da una compagnia all'altra, la legge prevede una scala di conversione universale (CU) con 18 posizioni e regole evolutive prefissate.
Nell'attestato di rischio è riportata l'equivalenza tra la scala interna adottata dalla compagnia con la quale si è assicurati e tale scala di conversione universale; le 18 classi della scala di conversione universale sono identificate dal prefisso CU (CU1, CU2... CU18). Nella scala CU la posizione di partenza, per chi si assicura per la prima volta, è la classe CU14 che è da considerarsi intermedia. Resta inteso che cambiando compagnia assicuratrice, quella nuova riconvertirà la classe CU nella propria classe di merito sulla scala interna, e tale posizione potrà essere identica alla CU, migliore o peggiore. Molto spesso nelle scale interne è rilevante un intero quinquennio di comportamento (con o senza sinistri), al contrario della CU che viene influenzata unicamente dall'ultima annualità di assicurazione.
La normativa non vieta un trattamento non concorrenziale, che, a parità di altre condizioni, porta all'assegnazione di una CU interna che penalizza chi proviene da un'altra compagnia assicuratrice, rispetto a chi è già cliente con una polizza in scadenza.

### La legge n. 40/2007
Successivamente, il decreto Bersani bis (decreto legge 31 gennaio 2007, n. 7, convertito poi dalla legge 2 aprile 2007, n. 40) ha introdotto alcune novità: il divieto di stipula di polizze poliennali (la cui durata minima è pari a due annualità complete ovvero 730 giorni) per il ramo danni, ha abrogato l'esclusiva di dieci anni per i contratti assicurativi, ha azzerato le spese a carico del cliente per il cambio di assicurazione, abolito l'esclusiva degli agenti assicurativi monomandatari.
L'effetto di quest'ultima misura doveva essere l'apertura del mercato della distribuzione assicurativa, non potendo più una compagnia disporre di una rete di propri agenti. Ogni assicuratore può proporre ai clienti un portafoglio di polizze di differenti compagnie, fra le quali scegliere.
Il decreto Bersani bis introduce anche due importanti novità: l'attestazione di rischio vale 5 anni dalla data di scadenza dell'ultima polizza; pertanto è possibile stipulare un nuovo contratto assicurativo senza perdere la classe di merito; la più grande novità, però, è la possibilità di acquisire la CU più bassa del proprio stato di famiglia in caso di acquisto di un veicolo nuovo o usato (quindi quando ci sia passaggio di proprietà); lo stesso vale in caso di acquisto di una seconda auto.
Se ad esempio un neopatentato acquista un'auto potrà usufruire della CU più bassa del proprio nucleo familiare, anziché iniziare la propria storia assicurativa dalla CU 14; un altro caso può essere quello in cui il proprietario di un veicolo ne voglia acquistare un altro; potrà acquisire la classe di merito del primo mezzo anche sul secondo, purché sia stato appena acquistato o non sia mai stato assicurato e non abbia mai circolato con il nuovo passaggio di proprietà.
La CU acquisita non ha la stessa validità di una CU maturata nel corso degli anni. Pur non potendo discriminare a livello tariffario le due categorie, molte compagnie si basano sull'attestato di rischio (che nel primo caso sarà incompleto essendo una classe derivante da legge Bersani) e applicano una penalizzazione decrescente sul premio che si azzera ad attestato completo. Ciononostante, anche nei primi anni può esserci un risparmio significativo sul premio assicurativo specie se la classe di merito è molto bassa. 
L'eredità della classe di rischio vale solo per persone fisiche e per stesso settore tariffario (es. autovetture, ciclomotori e motocicli).
Nessun obbligo delle compagnie è previsto se una persona fisica ha due polizze per due tipi di veicoli diversi, ma guidabili con la solita patente: se ad esempio guida un'auto in classe di merito 1 e assicura una moto fino a 125 cc, riparte per la moto dalla classe 14 come un neopatentato con la A1, anche se entrambi i veicoli sono guidabili con la stessa patente B.

### La legge n. 99/2009: le nuove polizze poliennali
Una norma approvata il 9 luglio 2009, promulgata con la legge 23 luglio 2009 n. 99, modifica nuovamente l'art. 1899 del codice civile. La legge reintroduce la possibilità per le compagnie e gli assicuratori di offrire polizze del ramo danni di durata pluriennale, in cambio di uno sconto rispetto alla polizza annuale.
In base alla precedente normativa, la polizza poteva prevedere un rinnovo tacito per un massimo di due anni per volta, un vincolo massimo di 10 anni prima del quale il cliente se dava disdetta doveva pagare tutti i premi degli anni mancanti alla scadenza del periodo decennale, un preavviso massimo di 6 mesi.
Il decreto Bersani bis aveva imposto che ogni anno il cliente potesse dare disdetta, quindi aveva ridotto il tempo massimo per il tacito rinnovo a 1 anno e abrogato ogni periodo vincolante nelle polizze pluriennali.
Il ddl sviluppo mantiene la disciplina del decreto Bersani bis, in quanto il cliente deve sempre avere scelta fra il prodotto annuale e quello poliennale. Quello pluriennale è reintrodotto, ma con l'obbligo di uno sconto, un preavviso ridotto a 60 giorni e un vincolo dimezzato a 5 anni.
Sono nulle le clausole che impongono al cliente un vincolo superiore a 5 anni, oltre tale periodo il cliente può sempre dare disdetta. Nulla vieta la stipula di polizze pluriennali che si possono disdire di anno in anno, quindi con un periodo vincolato minore di 5 anni, o del tutto assente.
La legge non precisa alcuna percentuale minima di sconto, né che la polizza debba essere senza oneri, per cui la compagnia potrebbe richiedere la restituzione degli sconti praticata in caso di disdetta prima del periodo vincolato indicato nella polizza.

### La legge n. 221/2012 e l'abolizione del cosiddetto "tacito rinnovo"
Il decreto legge 18 ottobre 2012 n. 179, convertito in legge 17 dicembre 2012 n. 221, ha inoltre abolito il tacito rinnovo (di conseguenza, non sussiste più l’obbligo di comunicare alla propria compagnia la cessazione del contratto RC Auto, né delle eventuali garanzie accessorie a esso correlato) prevedendo una deroga all'art. 1899 del codice civile italiano: infatti modificando il decreto legislativo 7 settembre 2005 n. 209 ("Codice delle assicurazioni private") ha inserito nella legge del 2005 l'art. 170-bis il quale dispone al comma 1 che: 

### Il Targa system
Il Targa System è un sistema di lettura delle targhe installato sui semafori e sulle videocamere stradali. Esso provvede alla notifica di una multa qualora la targa del veicolo circolante risulti non assicurata.

## Direttive dell'Unione europea
La direttiva 2009/103/CE, così come già era disposto dalla precedente Direttiva 2005/14/CE (abrogata), ha confermato in capo alle assicurazioni l'obbligatorietà di un importo minimo di copertura in caso di sinistri con danni alle persone e/o alle cose.

## Rischi non coperti dall'RCA
La RCA non copre i danni fisici al conducente che ha causato colpevolmente il sinistro, nonché i danni al suo veicolo. Entrambi i rischi possono, tuttavia, essere assicurati con polizze specifiche.
L'esclusione di rivalsa (anch'essa dal costo relativamente contenuto) prevede che l'assicurazione non possa esercitare il diritto di rivalsa in determinate situazioni indicate nella polizza (es. assunzione di stupefacenti, tasso alcolemico superiore ai limiti, numero di trasportati superiore a quello indicato nella carta di circolazione, talora patente di guida o revisione del veicolo scaduti entro un limitato numero di mesi).